# Flughafen Plzeň-Líně

i8
i11
i13
Der Flughafen Plzeň-Líně (tschechisch Letiště Plzeň, ICAO-Code: LKLN) ist ein auf dem Gebiet der Gemeinden Dobřany, Nová Ves u Plzně und Zbůch unweit der südwestböhmischen Stadt Pilsen gelegener ziviler Sonderflughafen. Der frühere Militärflugplatz wird auch heute noch in geringem Umfang militärisch mit genutzt. Am Rande des Areals befindet sich ein Luftfahrtmuseum.

## Geschichte
Während des Zweiten Weltkriegs befand sich hier bereits ein Feldflugplatz.
Am 8. Mai 1945 wurde er durch die United States Army Air Forces (USAAF) in Betrieb genommen und als Advanced Landing Ground ALG R-89 Plzen bezeichnet. Der Flugplatz wurde als Supply and Evacuation (S&E) Field benutzt, also hauptsächlich für den Transport von Nachschub. Am 5. September 1945 wurde die Verwendung durch die USAAF wieder beendet.
Der heute zivile Flughafen wurde nach Beginn des Kalten Kriegs 1952 als Militärflugplatz nördlich von Dobřany ausgebaut. Der Flugplatz erhielt eine jettaugliche 2500 m lange Haupt-Start- und Landebahn sowie zirka 3 km Richtung Pilsen einen Dezentralisierungsraum mit einer weiteren 2100 m langen Piste, die durch eine Rollbahn mit der Hauptbahn verbunden war. Dieses Areal befindet sich heute jenseits der nach dem Ende des Kalten Kriegs entstandenen Autobahn Nürnberg – Prag. Beide Bereiche waren mit Sheltern ausgerüstet.
Nach seiner Eröffnung wurde er Basis des 5. Jagdflieger-Regiment, 5. Stíhací Letecký Pluk (5. SLP) der Luftstreitkräfte der Tschechoslowakischen Volksarmee, das zunächst mit MiG-15 (S-102) ausgerüstet war. Am 10. März 1953 schoss eine Maschine des 5. SLP eine F-84 der United States Air Forces in Europe (USAFE) über dem tschechoslowakischen Luftraum ab. Das Flugzeug stürzte erst auf westdeutschem Gebiet ab. Die MiG-15 wurden 1959 durch MiG-19 ersetzt und aus Pilsen-Bory/Plzeň-Bory kam noch ein mit Il-10 (Avia B-33) ausgerüsteter Schulverband hinzu. Dieser Verband rüstete 1963 auf MiG-15 und L-29 um und blieb bis 1969 in Dobřany stationiert. Das 5. SLP rüstete von 1970 bis 1972 auf die MiG-21 um, die bis zum Ende des Kalten Kriegs geflogen wurde.
Zum Ende des Kalten Kriegs lag hier nach wie vor das 5. SLP, das hauptsächlich mit MiG-21 sowie einigen L-29 und L-39 ausgerüstet war. Das Regiment wurde im August 1991 aufgelöst. Im Oktober 1991 wurde der Flugplatz Stützpunkt der zuvor am innenstadtnäheren Flugplatz Pilsen-Bory/Plzeň-Bory stationierten Mi-2- und Mi-8-Hubschrauber des 11. Helikopter-Regiments, 11. Vrtulníkový Pluk (11. VRP), die den Platz bereits seit der zweiten Hälfte der 1980er Jahre mit nutzten.
Nach der Teilung des Landes lagen hier je eine Hubschrauber-Staffel Mi-17 und Mi-24 des 11. VRP der Luftstreitkräfte der Tschechischen Republik. Das Regiment wurde im Lauf des Jahres 1994 ebenfalls aufgelöst.
Seit 1994 befindet sich hier eine SAR-Station, die anfangs Mi-2 und Mi-17 Helikopter einsetzte und die 2010 durch moderneres Fluggerät des Typs Sokół W-3 HEMS abgelöst wurden. Neben einem Flugtestzentrum nutzt auch Škoda Air den Flugplatz, der seit 2000 auch zivil genutzt wird.

## Militärische Nutzung
Nach Auflösung des Hubschrauberregiments verblieb ein Teil des Flugplatzes beim Militär. Hier ist ein Detachment der 243. Hubschrauberstaffel, 243. vrtulníkovou letka (243. vrlt), der tschechischen Luftstreitkräfte stationiert, deren W-3W Sokół im ununterbrochenen Betrieb den SAR- und Luftrettungsdienst für die Regionen Pilsen und Karlsbad gewährleistet.

## Zivile Nutzung
Der Flugplatz wird hauptsächlich durch die Allgemeine Luftfahrt genutzt. Nach Plänen der tschechischen Regierung soll auf dem Gelände des nicht mehr benötigten Flughafens ein Batteriewerk von Volkswagen errichtet werden.

## Sonstiges
Neben diesem Flughafen gibt es einen weiteren Flugplatz und während des 20. Jahrhunderts existierte stadtnäher der erste zivile Flughafen.

### Flugplatz Pilsen-Letkov
Der kleine Flugplatz mit einer Graslandebahn liegt südöstlich der Stadt in der Nähe der Autobahn nach Prag. Er ist Heimat des Pilsener Aeroclubs.

### Flugplatz Pilsen-Bory
Der Flugplatz Plzeň-Bory befand sich südwestlich des Stadtzentrums. Der auf Deutsch als Verkehrsflugplatz Pilsen bezeichnete Flugplatz entstand bereits vor dem Zweiten Weltkrieg. Er besaß eine Hauptlandebahn in der Ausrichtung 10/28.
Nach Beginn der deutschen Besetzung Pilsen im Jahr 1938 wurde der Platz ein Stützpunkt der Luftwaffe. Im Laufe der deutschen Besetzung war Pilsen Heimat der II. Gruppe des Jagdgeschwaders 77 (JG 77), von Stab, I. und III. Gruppe des Kampfgeschwaders (Jagd) 30 (KG(J)30), der IV. Gruppe des Kampfgeschwaders 4 (IV./KG) und der Flugzeugführerschule A/B 13 'Pilsen-Süd'.
Flugplatz und Pilsen/Plzeň wurden Anfang Mai 1945 durch die 16th Armored Division von General Pattons Third United States Army befreit.
Während des Kalten Kriegs wurde der Flugplatz weiterhin militärisch genutzt, zuletzt durch die Helikopter des 11. Regiments (siehe oben). Nach 1990 wurde der Flugplatz geschlossen und im Zuge der Konversion zu einem Gewerbegebiet bebaut. Eine der ansässigen Firmen ist bezeichnenderweise ein Zulieferer der Luftfahrtindustrie.